# Prospero Balbo
Pour les articles homonymes, voir Balbo (homonymie).
Prospero Balbo est un érudit et homme politique italien, né à Chieri en 1762 et mort à Turin en 1837.

## Biographie

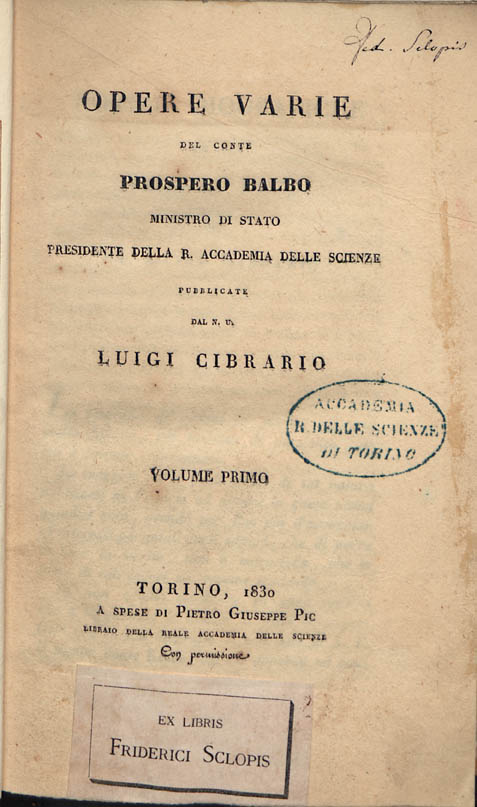
Opere, 1830

Comte de Castelgentile puis comte de Vinadio, Prospero Balbo est ambassadeur de Sardaigne à Paris de 1796 à 1798. N'ayant pu empêcher le Directoire d'occuper le Piémont, il doit s'exiler pendant 4 ans, en Espagne d'abord, puis à Florence. Rentré à Turin, il accepte de Napoléon, à partir de 1807, des fonctions administratives mais parallèlement il crée un foyer de patriotisme, l'Academia di Concordi, ayant pour but la défense de la langue italienne.
Avec le retour du roi de Sardaigne, il devient ministre de l'intérieur de Victor-Emmanuel (1819-1821) lui suggérant, en vain, d'appliquer une politique de répression contre les réactions hostiles envers la maison de Savoie. Après l'avènement du roi Charles-Albert, il est nommé président du Conseil d'État.
Durant les dernières années de sa vie, il présida l'Académie royale des Sciences de Turin. Il est le père de l'écrivain et homme politique, Cesare Balbo.